# Rainbow Warrior (2011)
El Rainbow Warrior (a vegades anomenat Rainbow Warrior III) és un veler motoritzat dissenyat específicament per a Greenpeace que l'opera i utilitza en missions de protesta i educació ambiental així com per a investigacions científiques. Compta amb un disseny avançat i múltiples característiques que el fan respectuós amb el medi ambient, com per exemple la seva propulsió principal a vela. Va ser botat el 14 d'octubre de 2011 i és el substitut de l'anterior Rainbow Warrior.

## Referències i bibliografia

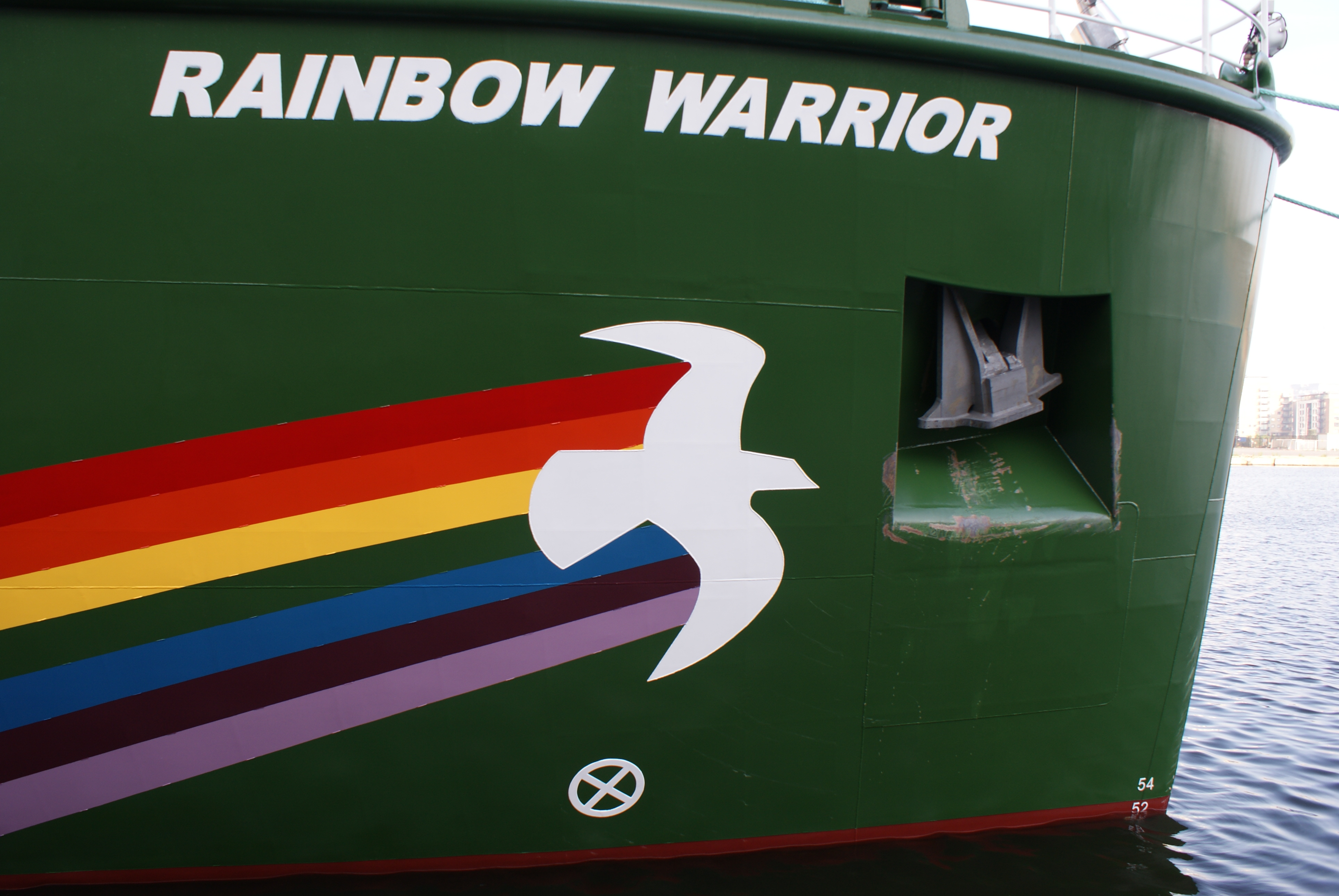
Proa del Rainbow Warrior.